# Marie Therese
Marie Therese (* 21. März 1927 in Oud-Valkenburg, Valkenburg aan de Geul als Josephina Theresia Linssen; † 11. April 1994 in Mechernich) war die niederländisch-deutsche Gründerin des Ordens Communio in Christo.

## Leben
Marie Therese wurde durch die christliche Lebensweise ihrer Eltern Lodewijk Linssen und Maria Elisabeth (geb. Janssen) schon in ihrer Kindheit geprägt. Schon als Jugendliche wollte sie sich für die Nöte der Mitmenschen einsetzen.
Im Alter von 19 Jahren, am 15. August 1946, weihte sie in Maastricht vor dem Gnadenbild der Mutter Gottes, „Stella Maris“, ihr Leben der Heiligung der Priester und dem Heil der Menschheit.
Von ständigen, immer schwereren Krankheiten verfolgt, legte sie im Alter von 24 Jahren vor einem Provinzial der Karmeliten die Gelübde ab und nahm den Namen Marie Thérèse de Jesu an. Später erneuerte sie das Gelübde in einem ihr nahe stehenden Karmelitinnenkloster.
Marie Therese machte eine Ausbildung als Lehrerin, die sie 1948 mit Auszeichnung und einem Diplom abschloss. Im Zeitraum von 1948 bis 1964 gründete und leitete sie in Valkenburg und in Amsterdam mehrere staatlich anerkannte Privatschulen. Krankheitsbedingt war sie aber gezwungen, diese Tätigkeit aufzugeben und ging 1965 mit ihrer Mutter nach Deutschland zu ihrem Pflegebruder Pfarrer Wim Robben.
Am 8. Dezember 1984 gründete Marie Therese, gegen Widerstände und Verbote, in Mechernich den Orden Communio in Christo und ihr erstes Kloster. Bei der Gründung sagte sie:

„Meine Gründung hat als einziges Ziel, als ein Volk Gottes unterwegs zu sein, und nach den Dekreten des Zweiten Vatikanischen Konzils, in der gelebten Verkündigung, im Einklang mit der Tradition, der Lehre und den Konzilsbeschlüssen den bestimmten Platz innerhalb der Kirche zu erwerben. Für mich gibt es keine Trennung von der Kirche, sondern mit dieser Gründung gibt der Geist das Zeugnis seines Lebens und Wirkens. Die Treue, mit der ich an der Kirche festhalte, wird für Sie die neue Perspektive sein: Liebe zu allen, leben wie Jesus gelebt hat, gemeinsam als ein Volk Gottes sein Reich hier verwirklichen. Möge der heutige Tag seine und meine Liebe freilegen, damit auch Sie gemeinsam mit uns gehen, aber dann immer in Gemeinschaft mit der Kirche.“

Marie Therese leitete die weltweit tätige Communio in Christo und die angeschlossenen sozialen Einrichtungen bis zu ihrem Tod am 11. April 1994. Die kirchenrechtliche Anerkennung blieb dem von ihr gegründeten Orden zeit ihres Lebens verwehrt, sie erfolgte erst am 13. Oktober 2018 durch Bischof Helmut Dieser.

## Auszeichnungen
- 1995: Alfred-Müller-Felsenburg-Preis für aufrechte Literatur (postum)

## Schriften
- Der Weg nach Golgota. Patmos-Verlag, Düsseldorf 1976, ISBN 3-491-71050-2.
- Die Frucht der Liebe. Eucharistie, Priestertum. Pattloch, Aschaffenburg 1977, ISBN 3-557-10012-X.
- Die Heiligkeit der Kirche ist die Liebe: die triumphierende Kirche. Pattloch, Aschaffenburg 1978, ISBN 3-557-91158-6.
- Das Experiment meines Lebens: die leidende Kirche. Pattloch, Aschaffenburg 1978, ISBN 3-557-10014-6.
- Die Widerlegung des Irrtums: die Verheissungen des Himmels. Pattloch, Aschaffenburg 1979, ISBN 3-557-91167-5.
- Der Schlüssel zur Freiheit: der Sieg über die Bösen. Pattloch, Aschaffenburg 1979, ISBN 3-557-91164-0.
- Die Zukunft der Gnade: die Verheissungen des Himmels. Pattloch, Aschaffenburg 1980, ISBN 3-557-91180-2.
- Das Wort Gottes als Offenbarung: meine Erfahrungen. Pattloch, Aschaffenburg 1981, ISBN 3-557-91167-5.